# Anthocharis limonea
The Mexican Orangetip, Anthocharis limonea, là một loài bướm ngày thuộc phân họ Pierinae, được tìm thấy chủ yếu ở México và tây nam Hoa Kỳ.